# سندی
شهرام آذر (زادهٔ ۲ مرداد ۱۳۳۶ در آبادان) مشهور به سَندی، خواننده،نوازنده، ترانه سرا، آهنگساز، تنظیم‌کننده و نوازندهٔ کیبورد است.
در سال‌های قبل از انقلاب ایران با خوانندگانی همچون بتی، شاهرخ شاهید و نوش آفرین همکاری‌هایی داشت. پس از انقلاب هم با ابی (در تنظیم چندین آهنگ و اجرا در کنسرت‌هایش) به‌طور جدّی همکاری داشته‌است. ابی در یک اظهارنظر ویدئویی اختصاصی، با اشاره به دوران همکاری هنری خود و سندی گفت: «شهرام کَمَر ارکستر بود؛ شهرام یک دونه بود و باقی ارکستر رو هم با خودش یدک می‌کشید. البته با لبخند» وی در فصل اول برنامهٔ استعدادیابی استیج (پخش شده از شبکهٔ تلویزیونی من و تو) به عنوان یکی از چهار داور و تهیه کنندهٔ اصلی (Music Producer) حضور داشت. وی در فصل دوم برنامهٔ استیج نیز در همین کسوت با این برنامه، همکاری خود را ادامه داد.

## زندگی
او در سال ۱۳۳۶ در آبادان متولد شد. در سال‌های جنگ ایران و عراق در اندیمشک اقامت داشته و در سال ۱۹۸۴ میلادی به آلمان مهاجرت کرد. وی در آنجا کار موسیقی خود را ادامه داد و گروه سندی را در سال ۱۹۸۷ راه‌اندازی کرد و چند سال بعد به آمریکا مهاجرت کرد.
شهرام آذر ازدواج کرده و چهار فرزند دارد. پسرش خشایار یکی از اعضای گروه هفت نفره سندی است.
سبک موسیقی گروه سندی، تلفیقی از سبک پاپ در زمینهٔ شعرِ ترانه و تکنو و بندری در آهنگ‌ها است. گروه سندی یکی از اولین گروه‌هایی بود که مسایل و مشکلات اجتماعی جوانان ایران (مانند ازدواج، اعتیاد و مهاجرت به خارج) را موضوع بسیاری از آهنگ‌های خود قرار داد. علاوه بر این، سندی از پیشگامان سبک رپ در ایران است. آهنگ‌های «برو بابا»، «پری» و چندین آهنگ دیگر سندی از اولین ترانه‌های فارسی اجرا شده در سبک رپ هستند. 
او خوانندگی را در اولین تجربه خود یعنی ششم ابتدایی شروع کرد که در جشنی که همه اولیاء دانش آموزان حاضر بودند، وی برای خواندن شعر انتخاب شده بود و به دلیل نامعلوم جلو حضار شروع به گریه کرد و همه او را تشویق کردند. در دوران دبیرستان شروع به کار با ابزار موسیقی کرد و در این راه بسیار موفق بود. وی دو بار در مسابقات کشوری شرکت کرد.
بعد از انقلاب سال ۱۳۵۷ -که همه کلاب‌ها بسته شد- شهرام آذر دوباره به مسجدسلیمان برگشت و کمی بعد از جنگ خلیج فارس به تهران بازگشت و در سال ۱۹۸۴ میلادی به آلمان رفت. سپس در یک شرکت موسیقی به نام اروندا (آرواندا) شروع بکار کرد.

## گروه سندی
شهرام آذر به همراه بهزاد پیشرو، رضا سمیری و احمد عبداللهی در سال ۱۹۸۷ در فرانکفورت آلمان گروه سندی را تشکیل دادند و این گروه چندین آلبوم موسیقی منتشر نمود.

گروه سندی در سال ۱۹۸۷ در فرانکفورت آلمان توسط دوست عزیزم بهزاد پیشرو، رضا سمیری و احمد عبداللهی و بنده به وجود اومد. ما تصمیم گرفتیم یک گروه موسیقی با سبک متفاوت با سبک‌های متداول اون زمان راه بندازیم. البته اول آهنگ خواننده‌های دیگه رو کپی می‌کردیم و آهنگی از خودمون نداشتیم. اما نحوهٔ اجرای آن روی صحنه فرق می‌کرد و با نحوهٔ اجرای خوانندگان آن زمان که اکثراً محجوب بودند کاملاً متفاوت بود. بعد تصمیم گرفتیم که از خودمون هم آهنگ داشته باشیم؛ بنابراین شروع کردیم به ساختن آهنگ‌هایی که با سلیقهٔ ما جور درمی‌آمد.

وسط، شهرام آذر

### اعضای گروه سندی
شهرام خسروشاهی آذر
خوانندگی، موزیک، تنظیم آهنگ‌ها، تهیه‌کنندگی، نوشتن شعر و ترانه از جمله کارهایی است که شهرام آذر در گروه سندی انجام می‌دهد. وی همچنین به عنوان یکی از بهترین نوازندگان کیبورد تاریخ ایران محسوب می‌شود.
خشایار خسروشاهی آذر
او پسر شهرام آذر است و از سن پنج سالگی ارگ زدن را شروع کرد. در سن ۱۸ سالگی و بعد از فارغ‌التحصیلی از دبیرستان، در سال ۲۰۰۲ به صورت رسمی به گروه سندی وارد شد. او کارهای آهنگ‌سازی و خوانندگی چندین کار را به عهده داشته‌است.
بهزاد پیشرو
موزیک را در سن ۶ سالگی در زادگاه خود شهر آبادان آغاز کرد استاد او برادر بزرگش (گرشاسب پیشرو) بود، بهزاد در ادامه استادان بزرگی همچون برادران راهرو احمدی (علی، محمد رضا و حسین) داشت و در کلاس درس آن‌ها آموزش درامز را سپری کرد ایشان در دوران تحصیل خود در مسابقه هنری آبادان که در سراسر ایران برگزار می‌شد چندین بار رتبه اول را به‌دست آورد و صاحب نشان طلا ایران در این رشته شد بهزاد پیشرو در همان نوجوانی یعنی در سن ۱۴ سالگی پای به دنیای حرفه‌ای موسیقی گذاشت … و اولین تجربه حرفه‌ای خود را با خانم بتی آغاز کرد و همچنین در ادامه کارش با هنرمندانی همچون شهرام شب‌پره و ابی همکاری داشت بهزاد بعد از انقلاب سال‌ها در تایلند با کمپانی‌های بین‌المللی و معروف (Oriental Artist و EMI) همکاری می‌کرد و بعد از ورود به اروپا در کشور دانمارک زندگی جدیدی را آغاز کرد بهزاد پیشرو بنیان‌گذار گروه گروه سندی می‌باشد و با دوست دوران جوانی خود شهرام آذر و منوچهر پنیری سندی را به حرکت درآوردند … و چیزی نگذشت که این گروه یکی از معروف‌ترین گروه‌های خارج از ایران شد بهزاد پیشرو برای تحصیل در این رشته وارد آکادمی درامز در کشور دانمارک شد و در رشته درام و موزیک تراپی تحصیلات خود را به پایان رساند و او را یکی از معروف‌ترین و بهترین درامر ایرانی در خاورمیانه می‌شناسند او در کنار درامز یک تهیه‌کننده توانا در موزیک می‌باشد. ایشان در حال حاضر مشغول فعالیت هنری در اروپا و آمریکا است.
سام سهرابی
دیگر عضو گروه سندی متولد شهر آبادان که در زمان جنگ ایران و عراق مجبور به ترک آنجا و مهاجرت به کشور سوئد کرد و در حدود ۱۳ سال در این کشور اقامت داشت. سامی در حالی که تنها ۱۰ سالش بود شروع به نواختن ساز پرکاشن کرد و در سن ۲۲ سالگی موزیک را در مدرسه گوتنبرگ سوئد شروع کرد. او را برای مطالعه بیشتر به لس آنجلس آوردند و استادانش از سرتاسر دنیا از جمله آفریقا، کوبا و اروپا بودند. دوستان صمیمی سامی از دهه ۹۰ با سندی شروع بکار کردند و تاکنون او یکی از اعضای موفق گروه سندی بوده‌است.

## ترانه‌شناسی

### آلبوم‌ها
- ۱۳۷۱: بگو دوستم داری[۴]

| # | نام ترانه      | ترانه‌سرا  | آهنگساز   | تنظیم     | لیبل       |
| - | -------------- | --------- | --------- | --------- | ---------- |
| ۱ | عروس بندری     | buch holz | شهرام آذر | شهرام آذر | پارس ویدیو |
| ۲ | بگو دوستم داری | buch holz | شهرام آذر | شهرام آذر | پارس ویدیو |
| ۳ | گلایه          | buch holz | شهرام آذر | شهرام آذر | پارس ویدیو |
| ۴ | دختر دایی      | buch holz | شهرام آذر | شهرام آذر | پارس ویدیو |
| ۵ | ناجی           | buch holz | شهرام آذر | شهرام آذر | پارس ویدیو |
| ۶ | عزیز خونه      | buch holz | شهرام آذر | شهرام آذر | پارس ویدیو |
| ۷ | do you know    | buch holz | شهرام آذر | شهرام آذر | پارس ویدیو |

- ۱۳۷۲: دختر حاجی الماس[۵]

| # | نام ترانه       | ترانه‌سرا       | آهنگساز        | تنظیم          | لیبل       |
| - | --------------- | -------------- | -------------- | -------------- | ---------- |
| ۱ | دخترحاجی الماس  | شهرام آذر      | شهرام آذر      | شهرام آذر      | پارس ویدیو |
| ۲ | تو واسم تک هستی | شهرام آذر      | شهرام آذر      | شهرام آذر      | پارس ویدیو |
| ۳ | خدیجه           | محلی           | بندری          | شهرام آذر      | پارس ویدیو |
| ۴ | برو بابا        | شهرام آذر      | شهرام آذر      | شهرام آذر      | پارس ویدیو |
| ۵ | قلب من          | وحید حبیب زاده | وحید حبیب زاده | وحید حبیب زاده | پارس ویدیو |
| ۶ | کبوتر           | اردلان سرفراز  | شهرام آذر      | شهرام آذر      | پارس ویدیو |
| ۷ | hi ho           | شهرام آذر      | شهرام آذر      | شهرام آذر      | پارس ویدیو |

- ۱۳۷۳: دینگ دنگ[۶]

| نام ترانه     | ترانه‌سرا  | آهنگساز   | تنظیم     | لیبل         |
| ------------- | --------- | --------- | --------- | ------------ |
| پری           | شهرام آذر | شهرام آذر | شهرام آذر | کلتکس رکوردز |
| نذار عشق بپره | شهرام آذر | شهرام آذر | شهرام آذر | کلتکس رکوردز |
| اهوازی        | شهرام آذر | شهرام آذر | شهرام آذر | کلتکس رکوردز |
| بی تقصیر      | شهرام آذر | شهرام آذر | شهرام آذر | کلتکس رکوردز |
| صیغه          | شهرام آذر | شهرام آذر | شهرام آذر | کلتکس رکوردز |
| یار           | شهرام آذر | شهرام آذر | شهرام آذر | کلتکس رکوردز |
| بای بای       | شهرام آذر | شهرام آذر | شهرام آذر | کلتکس رکوردز |
| بیکاری        | شهرام آذر | شهرام آذر | شهرام آذر | کلتکس رکوردز |
| mix           | شهرام آذر | شهرام آذر | شهرام آذر | کلتکس رکوردز |

- ۱۳۷۵: کبرا[۷]

| نام ترانه   | ترانه‌سرا  | آهنگساز   | تنظیم     | لیبل         |
| ----------- | --------- | --------- | --------- | ------------ |
| تعارف       | شهرام آذر | شهرام آذر | شهرام آذر | کلتکس رکوردز |
| کبری        | شهرام آذر | شهرام آذر | شهرام آذر | کلتکس رکوردز |
| عشق بندر    | شهرام آذر | شهرام آذر | شهرام آذر | کلتکس رکوردز |
| طلاق        | شهرام آذر | شهرام آذر | شهرام آذر | کلتکس رکوردز |
| کتک نزن     | شهرام آذر | شهرام آذر | شهرام آذر | کلتکس رکوردز |
| مزاحم تلفنی | شهرام آذر | شهرام آذر | شهرام آذر | کلتکس رکوردز |
| دیکی دیکی   | شهرام آذر | شهرام آذر | شهرام آذر | کلتکس رکوردز |
| خیالات      | شهرام آذر | شهرام آذر | شهرام آذر | کلتکس رکوردز |
| یوم یوم     | شهرام آذر | شهرام آذر | شهرام آذر | کلتکس رکوردز |

- ۱۳۷۶: خواننده تاپ[۸]

| نام ترانه    | ترانه‌سرا       | آهنگساز   | تنظیم     | لیبل         |
| ------------ | -------------- | --------- | --------- | ------------ |
| خواننده تاپ  | شهرام آذر      | شهرام آذر | شهرام آذر | کلتکس رکوردز |
| سربازی       | شهرام آذر      | شهرام آذر | شهرام آذر | کلتکس رکوردز |
| دختر آبادانی | شهرام آذر      | شهرام آذر | شهرام آذر | کلتکس رکوردز |
| زودباور      | شهرام آذر      | شهرام آذر | شهرام آذر | کلتکس رکوردز |
| دلدار        | پاکسیما زکی‌پور | شهرام آذر | شهرام آذر | کلتکس رکوردز |
| مرد سالاری   | شهرام آذر      | شهرام آذر | شهرام آذر | کلتکس رکوردز |
| عاشق نشو     | شهرام آذر      | شهرام آذر | شهرام آذر | کلتکس رکوردز |
| دارو         | شهرام آذر      | شهرام آذر | شهرام آذر | کلتکس رکوردز |
| relax        | شهرام آذر      | شهرام آذر | شهرام آذر | کلتکس رکوردز |

- ۱۳۷۸: رقص جوونا[۹]

| نام ترانه    | ترانه‌سرا                 | آهنگساز                  | تنظیم     | لیبل         |
| ------------ | ------------------------ | ------------------------ | --------- | ------------ |
| ماشالله      | شهرام آذر                | شهرام آذر                | شهرام آذر | کلتکس رکوردز |
| پارتی        | شهرام آذر                | شهرام آذر                | شهرام آذر | کلتکس رکوردز |
| رمضون        | شهرام آذر                | شهرام آذر                | شهرام آذر | کلتکس رکوردز |
| خرافات       | شهرام آذر                | شهرام آذر                | شهرام آذر | کلتکس رکوردز |
| لیلی         | شهرام آذر و فروزنده خانی | شهرام آذر و فروزنده خانی | شهرام آذر | کلتکس رکوردز |
| عشق شرقی     | شهرام آذر                | شهرام آذر                | شهرام آذر | کلتکس رکوردز |
| دختر شهرستون | شهرام آذر                | شهرام آذر                | شهرام آذر | کلتکس رکوردز |
| بابا         | شهرام آذر                | شهرام آذر                | شهرام آذر | کلتکس رکوردز |
| dance mix    | شهرام آذر                | شهرام آذر                | شهرام آذر | کلتکس رکوردز |
| long street  | شهرام آذر                | شهرام آذر                | شهرام آذر | کلتکس رکوردز |

- ۱۳۸۳: تق[۱۰]

| نام ترانه         | ترانه‌سرا                | آهنگساز   | تنظیم     | لیبل         |
| ----------------- | ----------------------- | --------- | --------- | ------------ |
| مقدمه             | شهرام آذر               | شهرام آذر | شهرام آذر | کلتکس رکوردز |
| جاده عشق          | شهرام آذر               | شهرام آذر | شهرام آذر | کلتکس رکوردز |
| در بنگاه معاملاتی | شهرام آذر               | شهرام آذر | شهرام آذر | کلتکس رکوردز |
| یا رهن یا اجاره   | شهرام آذر               | شهرام آذر | شهرام آذر | کلتکس رکوردز |
| متلک              | شهرام آذر               | شهرام آذر | شهرام آذر | کلتکس رکوردز |
| تماس تلفنی        | شهرام آذر               | شهرام آذر | شهرام آذر | کلتکس رکوردز |
| سارا              | شهرام آذر               | شهرام آذر | شهرام آذر | کلتکس رکوردز |
| ویدیو             | شهرام آذر               | شهرام آذر | شهرام آذر | کلتکس رکوردز |
| شیوا              | داوود بصیری و شهرام آذر | شهرام آذر | شهرام آذر | کلتکس رکوردز |
| تلویزیون          | شهرام آذر               | شهرام آذر | شهرام آذر | کلتکس رکوردز |
| لقب               | شهرام آذر               | شهرام آذر | شهرام آذر | کلتکس رکوردز |
| عروس پستی         | امید امیری              | شهرام آذر | شهرام آذر | کلتکس رکوردز |
| بیابیا            | شهرام آذر               | شهرام آذر | شهرام آذر | کلتکس رکوردز |
| کوروش می‌خواند     | شهرام آذر               | شهرام آذر | شهرام آذر | کلتکس رکوردز |

- ۱۳۸۵: سبک‌سنگین[۱۱]

| نام ترانه         | ترانه‌سرا                    | آهنگساز     | تنظیم     | لیبل       |
| ----------------- | --------------------------- | ----------- | --------- | ---------- |
| دلوم چینه         | شهرام آذر و کوجی زادوری     | شهرام آذر   | شهرام آذر | آونگ موزیک |
| دختر              | خشایار آذر و مهیار کاظم‌زاده | خشایار آذر  | شهرام آذر | آونگ موزیک |
| امشب باهم         | مهیار کاظم‌زاده              | شهرام آذر   | شهرام آذر | آونگ موزیک |
| دروغگو            | محمد رسایی و شهرام آذر      | شهرام آذر   | شهرام آذر | آونگ موزیک |
| بنی               | خشایار آذر                  | خشایار آذر  | شهرام آذر | آونگ موزیک |
| Welcome to Abadan | امید امیری                  | شهرام آذر   | شهرام آذر | آونگ موزیک |
| آرزو              | مهیار کاظم‌زاده              | شهرام آذر   | شهرام آذر | آونگ موزیک |
| مرو با دیگری      | بامداد توحیدی               | ناصر تبریزی | شهرام آذر | آونگ موزیک |
| عکس‌های تو         | اردلان سرفراز               | شهرام آذر   | شهرام آذر | آونگ موزیک |
| تنهام گذاشتی      | مهیار کاظم‌زاده              | شهرام آذر   | شهرام آذر | آونگ موزیک |
| حلیمه             | امید امیری و شهرام آذر      | شهرام آذر   | شهرام آذر | آونگ موزیک |
| فرصت دوباره       | مهیار کاظم‌زاده              | شهرام آذر   | شهرام آذر | آونگ موزیک |
| حرف دل            | اشکان رحیمی                 | شهرام آذر   | شهرام آذر | آونگ موزیک |
| حلیمه (میکس)      | امید امیری                  | شهرام آذر   | شهرام آذر | آونگ موزیک |

- ۱۳۹۳: ایستگاه هفت

| نام ترانه           | ترانه‌سرا       | آهنگساز        | تنظیم          | لیبل      |
| ------------------- | -------------- | -------------- | -------------- | --------- |
| مهمونی              | عباسعلی اسکاتی | شهرام آذر      | شهرام آذر      | شهرام آذر |
| عروسکی ماشاالله     | شهاب علیخانی   | شهاب علیخانی   | شهرام آذر      | شهرام آذر |
| رابطه مجازی         | شهرام آذر      | شهرام آذر      | شهرام آذر      | شهرام آذر |
| فرناز               | عرفان سلیمی    | شهرام آذر      | شهرام آذر      | شهرام آذر |
| مو خوشم             | بهمن           | شهرام آذر      | شهرام آذر      | شهرام آذر |
| کوچه‌های بی چراغ     | مهسا زرین پنجه | شهرام آذر      | شهرام آذر      | شهرام آذر |
| قلب من (تنظیم جدید) | وحید حبیب زاده | وحید حبیب زاده | بهروز لطفی پور | شهرام آذر |
| عروست می‌کنم         | بهمن           | شهرام آذر      | شهرام آذر      | شهرام آذر |
| امشب                | مرجان برزگر    | شهرام آذر      | شهرام آذر      | شهرام آذر |
| بچه زیاد            | شهرام آذر      | شهرام آذر      | شهرام آذر      | شهرام آذر |
| چه باحالی           | عباسعلی اسکاتی | شهرام آذر      | شهرام آذر      | شهرام آذر |
| مخاطب خاص           | عباسعلی اسکاتی | شهرام آذر      | شهرام آذر      | شهرام آذر |
| نیکی                | شهرام آذر      | شهرام آذر      | شهرام آذر      | شهرام آذر |
| تو که نیستی         | مرجان برزگر    | شهرام آذر      | شهرام آذر      | شهرام آذر |

- ۱۴۰۰: ۲۲

| نام ترانه           | ترانه‌سرا | آهنگساز | تنظیم | لیبل      |
| ------------------- | -------- | ------- | ----- | --------- |
| دختر خاله           |          |         |       | شهرام آذر |
| سفر سه روزه         |          |         |       | شهرام آذر |
| راننده تاکسی        |          |         |       | شهرام آذر |
| کافی شاپ ۱          |          |         |       | شهرام آذر |
| کافی شاپ ۲          |          |         |       | شهرام آذر |
| گیسو خانوم          |          |         |       | شهرام آذر |
| بلدی                |          |         |       | شهرام آذر |
| صفای اینجا          |          |         |       | شهرام آذر |
| دوماپین             |          |         |       | شهرام آذر |
| میترسم              |          |         |       | شهرام آذر |
| شازده لیلا          |          |         |       | شهرام آذر |
| فاطی                |          |         |       | شهرام آذر |
| داف                 |          |         |       | شهرام آذر |
| تو همونی            |          |         |       | شهرام آذر |
| مایلا               |          |         |       | شهرام آذر |
| ساحل                |          |         |       | شهرام آذر |
| شلوار زاپ           |          |         |       | شهرام آذر |
| نبرد قادسیه         |          |         |       | شهرام آذر |
| دله تنهام           |          |         |       | شهرام آذر |
| عروسم بشی           |          |         |       | شهرام آذر |
| چند پیک عرق         |          |         |       | شهرام آذر |
| برات همیشه وقت دارم |          |         |       | شهرام آذر |

### تک‌آهنگ‌ها
| نام ترانه             | ترانه‌سرا         | آهنگساز    | تنظیم     |
| --------------------- | ---------------- | ---------- | --------- |
| همه می‌دونن            |                  | شهرام آذر  |           |
| رئیس‌جمهور             |                  | شهرام آذر  | شهرام آذر |
| قرن ۲۱                | امید امیری       | شهرام آذر  | شهرام آذر |
| زنده باد ایران        |                  | شهرام آذر  | شهرام آذر |
| حیف                   | پگاه جانباز      | شهرام آذر  | شهرام آذر |
| اینجا کجاست           |                  | شهرام آذر  | شهرام آذر |
| فاصله                 |                  |            |           |
| امینه (با خشایار آذر) | خشایار آذر       | خشایار آذر | شهرام آذر |
| دوست دارم             |                  |            | شهرام آذر |
| سفر (کلاب دنس)        |                  |            | شهرام آذر |
| گرونی                 | شهرام آذر        | شهرام آذر  | شهرام آذر |
| دیگه چه خبر           | شهرام آذر و بهمن | شهرام آذر  |           |
| برادر بسیجی           |                  |            |           |

### آهنگسازی و تنظیم
| نام خواننده   | نام ترانه           | ترانه‌سرا       | آهنگساز            | تنظیم     |
| ------------- | ------------------- | -------------- | ------------------ | --------- |
| ابی           | وقتشه               | ایرج جنتی‌عطایی | واروژان            | شهرام آذر |
| ابی           | خوابم یا بیدارم     | ایرج جنتی‌عطایی | واروژان            | شهرام آذر |
| ابی           | دریایی              | ایرج جنتی‌عطایی | واروژان            | شهرام آذر |
| ابی           | همسفر               | ایرج جنتی‌عطایی | واروژان            | شهرام آذر |
| ابی           | پل                  | ایرج جنتی‌عطایی | واروژان            | شهرام آذر |
| ابی           | باور کن             | ایرج جنتی‌عطایی | واروژان            | شهرام آذر |
| ابی           | شب شیشه‌ای           | ایرج جنتی‌عطایی | واروژان            | شهرام آذر |
| ابی           | طلوع کن             | ایرج جنتی‌عطایی | اسفندیار منفردزاده | شهرام آذر |
| ابی           | هلا                 | مینا اسدی      | اسفندیار منفردزاده | شهرام آذر |
| ابی           | بشکن                | حسین سماکار    | اسفندیار منفردزاده | شهرام آذر |
| ابی           | عاشقانه             | اهورا ایمان    | بابک بیات          | شهرام آذر |
| شهرام شب‌پره   | خوشگل بندری         | عباس ابطحی     | عباس ابطحی         | شهرام آذر |
| کامران و هومن | اگه عشق من تو نیستی | مریم حیدرزاده  | رامین زمانی        | شهرام آذر |
| کامران و هومن | بیست                | مریم حیدرزاده  | رامین زمانی        | شهرام آذر |
| حسن شماعی‌زاده | دیو                 | شهیار قنبری    | حسن شماعی‌زاده      | شهرام آذر |
| پیروز         | پندار نیک           | پیروز          | پیروز              | شهرام آذر |
| پیروز         | می‌خندی              | پیروز          | پیروز              | شهرام آذر |
| طوفان         | حمیده               | محلی           | طوفان              | شهرام آذر |
| سپیده         | کیش                 | رامین زمانی    | رامین زمانی        | شهرام آذر |
| نوش‌آفرین      | سلام                | پاکسیما زکی‌پور | شهرام آذر          | شهرام آذر |
| نوش‌آفرین      | آشتی                | پاکسیما زکی‌پور | شهرام آذر          | شهرام آذر |
| نوش‌آفرین      | کاشکی               | پاکسیما زکی‌پور | شهرام آذر          | شهرام آذر |
| نوش‌آفرین      | شب تو شب منه        | پاکسیما زکی‌پور | شهرام آذر          | شهرام آذر |
| هنگامه        | بی تو هرگز          | مریم حیدرزاده  | رامین زمانی        | شهرام آذر |
| هنگامه        | سفر                 | مریم حیدرزاده  | رامین زمانی        | شهرام آذر |
| بتی           | هله دان             |                | شهرام آذر          | شهرام آذر |
| بتی           | گرگ چنبری           | محلی بختیاری   | شهرام آذر          | شهرام آذر |
| شهره          | نیمه دیگر           | هما میرافشار   | حسن شماعی‌زاده      | شهرام آذر |
| شیلا          | عروس خلیج           | کوجی زادوری    | حسن شماعی‌زاده      | شهرام آذر |
| افشین         | ستاره               |                | شهرام آذر          | شهرام آذر |
| افشین         | غریبه               |                | شهرام آذر          | شهرام آذر |
| افشین         | ای دل               |                | شهرام آذر          | شهرام آذر |
| افشین         | بوی بارون           |                | شهرام آذر          | شهرام آذر |
| لیلا فروهر    | مجنون به لیلا می‌رسه | مریم حیدرزاده  | رامین زمانی        | شهرام آذر |
| بیژن مرتضوی   | نصف خواب            | شهیار قنبری    | فرید زلاند         | شهرام آذر |